# Эльдарушев, Исламутдин Русланович
Исламутдин Русланович Эльдарушев (11 февраля 1979, Махачкала,  Дагестанская АССР, РСФСР, СССР) — российский спортсмен, специализируется по карате кумите. Заслуженный мастер спорта России по каратэ. Чемпион Европы, призер чемпионатов мира и Европы, 18-кратный чемпион России, обладатель черного пояса, главный тренер сборной России по карате.

## Спортивная карьера
Спортивную карьеру начал в 1989 году в Махачкале, первый тренер Джамалутдин Асхабов, после чего тренировался под руководством Омара Муртазалиева. С 1999 г. проживал в Новосибирске и тренировался в СПК «Успех» под руководством Д. Шатохина. В 2010 году завершил спортивную карьеру и стал тренером. 25 июля 2019 года назначен исполняющим обязанности главного тренера сборной России по карате.

## Результаты на международных соревнованиях
- Чемпионат мира по карате среди кадетов 1999 —
- Чемпионат мира по карате среди кадетов 1999 (команда) —
- Чемпионат Европы по карате 1999 среди кадетов —
- Чемпионат Европы по карате 2004 —
- Чемпионат Европы по карате 2004 (команда) —
- Чемпионат мира по карате 2004 (команда) —
- Всемирные игры 2005 —
- Чемпионат мира по карате 2008 —
- Всемирные игры 2009 —
- Чемпионат мира по карате 2010 —

## Фильмография
- Неустранимые противоречия (2012)[3]

## Личная жизнь
По национальности — кумык. Окончил в Махачкале факультет экономики и управления Дагестанского государственного института народного хозяйства. Сын: Абу-Саид также спортсмен, футболист.